# Maria Königin des Friedens (Oberrödinghausen)

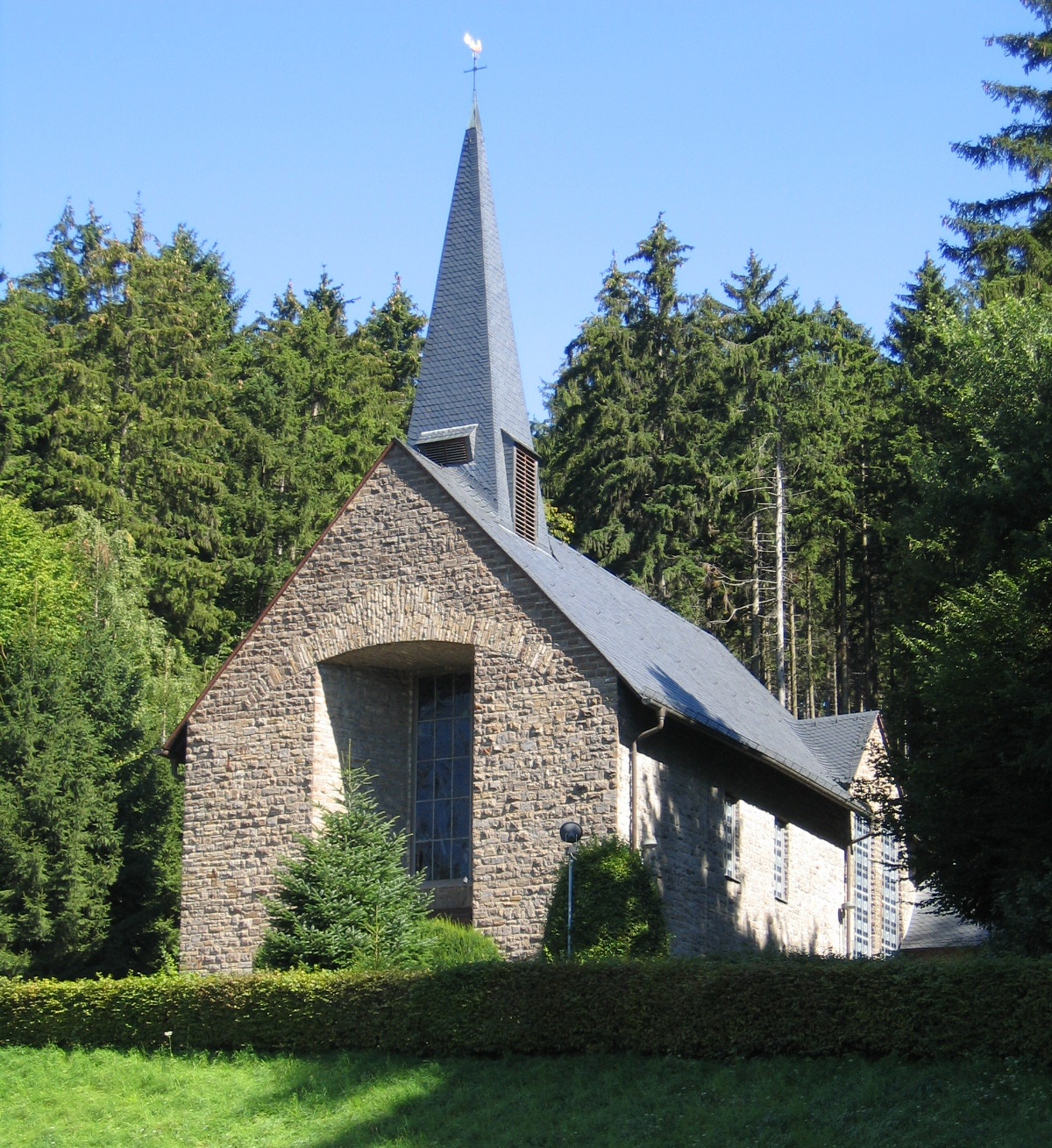
Pfarrkirche Maria Königin des Friedens in Oberrödinghausen

Die katholische Pfarrkirche Maria Königin des Friedens ist ein denkmalgeschütztes Kirchengebäude in der Hönnetalstraße in Oberrödinghausen, einem Ort in Menden (Sauerland) im Märkischen Kreis (Nordrhein-Westfalen).

## Geschichte und Architektur
Vor dem Bau diente der Gemeinde die Hubertuskapelle, eine 1920 errichtete Barackenkirche mit Westturm, als Notkirche. Das Grundstück für die neue Kirche wurde 1936 erworben. Die Pläne des Bruchsteinsaales mit Dachreiter wurden 1937 von Rudolf Schwarz und Johannes Krahn erstellt. Mit dem Bau wurde 1939 begonnen. Die Fundamente wurden im selben Jahr gegossen, danach kam der Bau zum Erliegen. Kriegsbedingt wurde die Bautätigkeit unterbrochen. Auf dem Gelände der naheliegenden Kalkwerke sollte 1944 ein unterirdisches Benzinlager, mit dem Decknamen Projekt Schwalbe, gebaut werden. Auf den Kirchenfundamenten wurden zehn Baracken für die Unterbringung von Zwangsarbeitern hochgezogen, diese wurden nach Kriegsende wieder entfernt, um einen Fortgang des Baus zu gewährleisten; das Gebäude wurde 1948 fertiggestellt. Im selben Jahr erfolgte auch die Weihe der drei Bronzeglocken. Sie erklingen im Te-Deum-Motiv h'-d"-e" und wurden von Petit & Edelbrock in Gescher gegossen. Der Glockenstuhl ragt ein Stück in das Dach der Kirche.
Nach der Fertigstellung wurden die aus der Barackenkirche erhaltenen Ausstattungsstücke in die neue Kirche überführt. Der Architekt Rudolf Schwarz war einer der bedeutenden Architekten des Wiederaufbaus nach dem Krieg. Die Kirche ist eines seiner Frühwerke, das noch unter nationalsozialistischem Einfluss geplant wurde. In diesem Bau sind einige von Schwarz postulierte Bauprinzipien nachzuvollziehen.
Die Kirche steht an einem Hang des Hönnetals gegenüber dem Ort Oberrödinghausen. Der kleine Bau  mit einer Apsis geschlossen. Gegenüberliegend befindet sich ein tief eingezogener Eingang, so entstehen neben der Tür zwei Buchten. Eine davon wird als Taufkapelle genutzt, in der anderen führt eine Treppe auf die Empore. Zwei große gegenüberliegende Fenster mit Segmentbögen geben dem Altarbereich Licht; die Fenster sind mit Stichkappen in die gewölbte Decke eingeschnitten. Der Laienraum wird durch zwei hoch liegende Fenster und einem dritten, das über dem eingezogenen Eingang eingebaut ist, beleuchtet. Fenster und Portal wirken wie ein Schlitz im Mauerwerk. Das steile Satteldach ist über der Apsis abgewalmt. Die segmentbogige Eingangsnische wirkt monumental. Das Innere wird von sachlicher Strenge beherrscht. Der Raum ist flachbogig mit Stichkappen gewölbt. Die neue Ausstattung wurde nach der Renovierung im Jahr 2001 von Johannes Niemeyer angefertigt.